# Stemonyphantes agnatus
Stemonyphantes agnatus là một loài nhện trong họ Linyphiidae.
Loài này thuộc chi Stemonyphantes. Stemonyphantes agnatus được Andrei V. Tanasevitch miêu tả năm 1990.